# Acacia merrickiae
Acacia merrickiae é uma espécie de leguminosa do gênero Acacia, pertencente à família Fabaceae.